# CODEN
CODEN是由ASTM E250标准所制定的期刊标识符。CODEN由6位的英文字母和数字组成，可对期刊及单行刊物进行简洁，独特和明确的标识。CODEN在业内使用广泛，它是技术和化学相关出版物中引用的期刊的引文系统，并且是许多书目目录中的搜索工具。
发明者Charles Bishop为了便于记忆和整理，将期刊名称的首字母提取形成了CODEN。1953年，使用CODEN的文档系统被首次提出，最初为4位字母的格式，加上卷和页码后，可准确定位期刊中的文章。
1961年，美国材料和试验协会（ASTM）的L.E. Kuentzel将CODEN增加到5位字符。此后，ASTM发布了《CODEN for Periodical Titles》（期刊名称编码），至1974年，已有12万8千种期刊获得了CODEN编码。1975年，CODEN系统由美国化学学会（ACS）管理，而化学文摘社（CAS）会负责分发CODEN编码。1976年，ASTM发布的E250-76标准中将CODEN再次增加至6位字符。
CODEN的前4个字符取自期刊标题中单词的首字母，第5位取A-F之间。第6位为校验码。而对于单行出版物，CODEN的前两位改为数字，且第5位可用所有字母。